# Битва при Фиразе
Битва при Фиразе была последним боем мусульманского арабского полководца Халида ибн аль-Валида в Месопотамии (Ираке) против объединённых сил Византийской империи, Сасанидского государства и христиан-арабов. Армия Халида состояла из 15000 человек, в то время как объединённые силы Византийской империи, Сасанидов и арабов-христиан численностью превосходили её вдвое. Результатом битвы была победа армии Халида. Завоевание Персидской империи войсками халифата завершилось после очередной победы мусульман в битве при Кадисии.

## Подготовка
К концу 633 г. мусульмане были хозяевами долины Евфрата. Расположенный в этой долине Фираз являлся одним из приграничных укреплений Персидской империи и ещё имел персидский гарнизон. Халид решил изгнать персов из этого форпоста, опасаясь возможного хорошо спланированного повторного вторжения персов на потерянные ими территории. Он шёл к Фиразу со своими силами и прибыл туда в первую неделю декабря 633 года. Фираз был границей между Сасанидским государством и Византией, и там размещались гарнизоны как персов, так и византийцев. Византийский гарнизон решил прийти на помощь персидскому гарнизону для борьбы с мусульманами. Объединённых сил персов, византийцев и христианско-арабских вспомогательных сил было в десять раз больше, чем мусульман. Под впечатлением численного превосходства сил коалиции византийский полководец послал высокомерное сообщение Халиду, требуя безоговорочной капитуляции. Халид ответил, что даст ответ на поле боя.

## Ход битвы
Халид дал врагу возможность пересечь Евфрат. Как только враг перешёл реку, Халид приказал мусульманским силам идти в действие. Объединённые силы персов и византийцев стояли перед рекой, их позиция была такой же, как в битве при Мазаре. В Фиразе Халид принял ту же тактику, как в битве Мазар. Стремительным броском мусульмане бросились к мосту на реке, и им удалось занять его. Таким образом, враг был захвачен в клещи. Мусульмане усилили атаку и сомкнули кольцо вокруг сил противника. В последовавшей смертельной схватке отряды персов и византийцев в ужасе бросались в воды Евфрата, в то время как мусульманские лучники стреляли по отступавшим. Вскоре сражение кончилось, и Фираз, последний оплот персидской Месопотамии, пал.

## Итоги и последствия
В начале сражения казалось, что у мусульман нет шансов победить. Халид поклялся, что, если победит, то совершит паломничество в Мекку. Войска некоторое время находились в Фиразе. В январе 634 года войска Халида вернулись в Аль-Хиру. Во время пути в город Халид, как и обещал, оставил войска и двинулся в Мекку. После хаджа Халид вернулся в Аль-Хиру, никому не признаваясь, что был в Мекке.